# 里奇韋 (阿拉斯加州)
里奇韋（英語：Ridgeway）是位於美國阿拉斯加州基奈半島自治市鎮的一個非建制地區和人口普查指定地區。根據2010年美國人口普查，該地人口為2022人，而該地的面積約為45.60平方千米。

## 地理
里奇韋的座標為60°31′11″N 151°03′39″W / 60.51972°N 151.06083°W，而該地的平均海拔高度為57米（即187英尺）。